# クレベ (装甲巡洋艦)

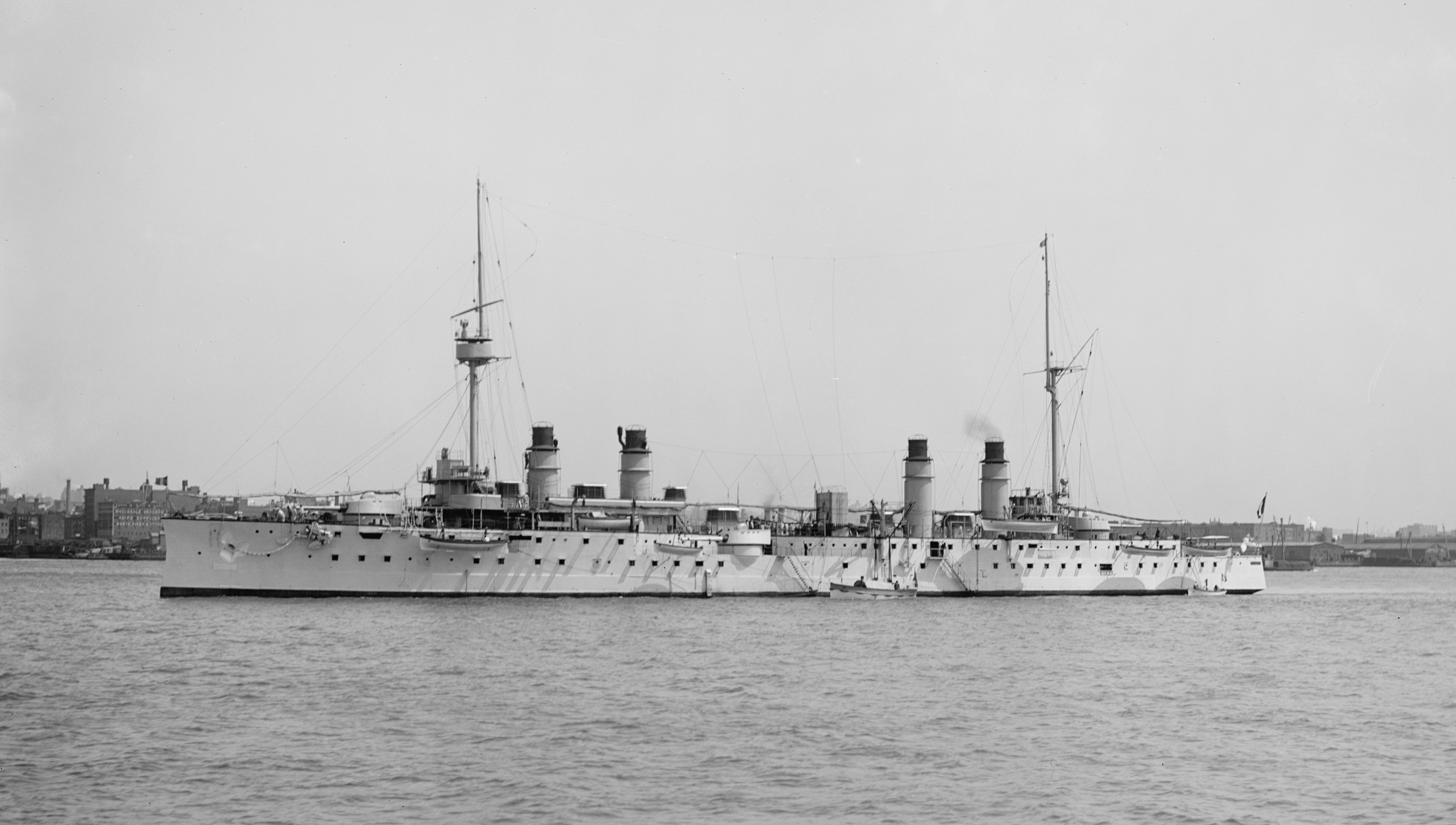

クレベ（Kléber）はフランス海軍の装甲巡洋艦。デュプレクス級。艦名となっているクレベはフランス革命戦争時のフランスの将軍である。

## 艦歴
ジロンド社（Société de la Gironde）で建造。1899年起工。1902年9月20日に進水したが、その際川底に衝突して船体が変形した。1904年7月4日就役。
「クレベ」は当初は地中海側に配備され、1906年12月にアンティル諸島部隊（Division des Antilles）の、1908年1月にモロッコ部隊（Division du Maroc）の旗艦となった。1907年2月20日、「クレベ」はニューオーリンズ付近のミシシッピ川でアメリカ船「Hugoma」に衝突し、「Hugoma」は沈没した。
1911年に極東配備となり、1912年7月12日に日本海で座礁した。

### 第一次世界大戦
第一次世界大戦では「クレベ」は当初はシェルブールの第2軽艦隊（2e escadre légère）に属した。開戦後、「クレベ」などの装甲巡洋艦は潜水艦や水雷艇による哨戒線の支援に当たった。1915年5月に「クレベ」は地中海へ向かい、小アジア沿岸の封鎖に従事することになる。5月30日に「クレベ」はScala Nova湾で座礁し、沿岸砲台との戦闘になったが、無事に離礁に成功した。7月17日未明、「クレベ」はスキロス島沖で輸送船「Boorara」に衝突し、艦首を損傷した。10月、ブルガリアとの戦争となり「クレベ」やロシア巡洋艦「アスコリド」などがDedeagachなどを砲撃した。1916年7月20日、「クレベ」はブレストからダカールへ向かう。1917年5月18日にダカールの部隊は3隻から2隻に削減され、「クレベ」はブレストで予備役になることとなった。6月27日、「クレベ」はブレスト近くでドイツ潜水艦「UC61」が敷設した機雷に触れ、沈没した。38名が死亡した。

## 要目
- 排水量：7700トン[1][18]
- 長さ：全長132.10m、垂線間長130.00m[1]
- 幅：水線幅17.8m[1]
- 機関：ニクローズ式水管缶20基、直立3気筒3段膨張機関、3軸[19]
- 速力：21ノット（設計）[1]
- 装甲：装甲帯102mm（最大）、甲板22/50mm、164mm砲塔110mm、司令塔120mm[1]
- 兵装：M1893-96 45口径16cm砲8門（連装）[21]、M1893 45口径100mm速射砲4門（単装）、M1885 40口径47mm速射砲10門（単装）、37mm速射砲4門、450mm水上魚雷発射管2門、魚雷6本[22]